# Cvetka Sokolov
Cvetka Sokolov, slovenska mladinska pisateljica, pesnica in visokošolska učiteljica, * 4. april 1963, Ljubljana.
Piše predvsem za otroke in mladino. Njene zgodbe, pesmi in slikopisi od leta 2003 redno izhajajo v otroških revijah Cicido in Ciciban. Napisala je nekaj scenarijev za otroški in mladinski program RTV Slovenija in številne pravljice.

## Življenje
Osnovno šolo in gimnazijo je obiskovala v Ljubljani. Po zaključnem izpitu leta 1982 se je vpisala na Filozofsko fakulteto v Ljubljani, kjer je študirala angleščino in nemščino. V času študija se je večkrat izpopolnjevala tudi v tujini. Diplomirala je leta 1988. Leta 1999 pridobila znanstveni naziv magistrica znanosti, medtem ko je leta 2014 je uspešno zagovarjala doktorsko disertacijo na področju didaktike angleškega jezika.
Leta 1988 se je kot profesorica angleškega in nemškega jezika zaposlila na Gimnaziji Bežigrad, leta 1992 pa na Filozofski fakulteti v Ljubljani kot lektorica za angleški jezik, kjer vodi vaje iz modernega angleškega jezika. Redno objavlja strokovne in znanstvene članke s poudarkom na poučevanju in ocenjevanju pisne zmožnosti v angleškem jeziku in pripravlja predavanja z delavnicami za izobraževanje učiteljev angleškega jezika. Trenutno deluje tudi kot predsednica Državne predmetne komisije za splošno maturo iz angleščine pri Državnem izpitnem centru.
Rojstvo njenih dveh sinov je bilo zanjo prelomnica, ki jo je vzpodbudila k pisanju za otroke.

## Delo
Začela je s prevajanjem iz nemščine in angleščine. Iz nemščine je prevedla roman za otroke Ingrid Kötter O super starših lahko samo sanjaš (1996), iz angleščine pa mladinski roman Anne Fine Zijalo (2000). 
Pravljice in realistične zgodbe iz vsakdanjega življenja otrok, ki si jih  je ob različnih priložnostih izmišljevala in jih pripovedovala sinovoma, je začela zapisovati. Glavni navdih za njene pripovedi za otroke je bilo največkrat njeno družinsko življenje, zlasti dokler sta bila njena sinova še majhna, dogodivščine, ki so našle pot v njena literarna besedila, pa so včasih blizu resničnim dogodkom, včasih pa v celoti izmišljene. Leta 2013 je izšel njen prvi mladinski roman, Kar ne ubije, za katerega je bila nominirana za nagrado modra ptica.
Piše tako otroške zgodbe, slikopise, pesmi in uganke z motivi iz narave in vsakdanjega življenja kakor tudi problemske mladinske romane. V delih za otroke opisuje drobne otroške radosti, pa tudi stiske, strahove in skrbi, ki jih otrok premaguje ob podpori odraslih. V mladinskih problemskih romanih se posveča temam, ki vznemirjajo in spodbujajo k razmisleku, kot denimo spolni zlorabi (Kar ne ubije, 2013, in V napačni zgodbi, 2017) in odnosu med vernimi in nevernimi (Vsak s svojega planeta, 2018). 
Z ilustratorjem Petrom Škerlom je bila za slikanico Rdeča hiša leta 2005 nominirana za nagrado izvirna slovenska slikanica, tri leta pozneje (2008) pa še za slikanico Ah, ti zdravniki!. Njen mladinski roman V napačni zgodbi (2017) je bil za šolsko leto 2019/20 v okviru projekta "Rastem s knjigo" izbran za dijake prvega letnika.
Po njenih scenarijih je TV Slovenija posnela več oddaj nanizanke Zajček Bine.
Leta 2008 sta bili njeni slikanici Ah, ti zdravniki! in Ponoči nikoli ne veš prevedeni v danščino, slikanica Ponoči nikoli ne veš pa je bila istega leta prevedena tudi v katalonščino in španščino.